# Râul Bila
Râul Bila este un curs de apă, afluent al râului Bistrița Aurie. 